# دیتمار شونهر
دیتمار شونهر (انگلیسی: Dietmar Schönherr؛ ۱۷ مهٔ ۱۹۲۶ – ۱۸ ژوئیهٔ ۲۰۱۴) یک هنرپیشه اهل اتریش بود. وی بین سال‌های ۱۹۴۴ تا ۲۰۱۴ میلادی فعالیت می‌کرد.
از فیلم‌ها یا برنامه‌های تلویزیونی که وی در آن نقش داشته است می‌توان به طولانی‌ترین روز اشاره کرد.